# Cementerio El Ángel
El Cementerio Del Ángel, conocido popularmente como El Ángel, es un camposanto ubicado en la cuadra 17 del jirón Áncash, en Barrios Altos, entre los distritos de Lima y El Agustino, ciudad de Lima, capital del Perú. Fue inaugurado por el presidente Manuel Prado Ugarteche, el 27 de junio de 1959, ante la necesidad de la ciudad de Lima de contar con un nuevo espacio; puesto que, la capacidad del Cementerio Presbítero Matías Maestro había llegado a su tope en 1955. Es de propiedad y administración de la Beneficencia de Lima.

## Construcción
Su construcción se inició en junio de 1956 por iniciativa del presidente Manuel A. Odría. Fue erigida en la localización del fundo Ancieta Alta frente a la plazoleta del Ángel de la Resurrección, llamada así por una estatua colocada allí en el año 1877. La primera persona inhumada fue el exalcalde del distrito de La Victoria y regidor de Lima, Juan Luis Uccelli Rainusso, el 3 de julio de 1959. La portada de ingreso del cementerio El Ángel, tiene un gran mural pictórico del artista peruano Fernando de Szyszlo, y una escultura de Joaquín Roca Rey.
La obra fue diseñada por los arquitectos Luis Miró Quesada y Simón Ortiz, de la sección de obras de la Beneficencia Pública. En el proyecto podían observarse las tres partes en las que se dividiría la necrópolis, el cual tendría una capacidad de 80 mil nichos.
En la actualidad, cuenta con 640 pabellones, siendo algunos de ellos construidos en cuarzo y mármol, la mayor parte son de concreto armado, y reposan alrededor de 600 000 cuerpos.
Consta de tres ingresos peatonales: la principal, del jirón Áncash, la avenida Plácido Jiménez, perteneciente al distrito de El Agustino, y la del jirón Locumba, donde posee playa de estacionamiento.

## Crematorio
El crematorio del cementerio El Ángel fue inaugurado el 25 de julio del 2000. Es el único crematorio ubicado en la ciudad de Lima que no pertenece a una empresa privada. Comprende un área de 400 m².

## Actualidad
Aunque la orientación de este panteón es más de índole popular, debido a la existencia en las últimas décadas de camposantos privados ubicados en las periferias de la ciudad. Actualmente, ante el tope de su capacidad, se están construyendo 10 000 nuevos nichos. 
El propietario de estos nichos es el Estado Peruano, luego de 10 años de realizada la sepultura, pudiendo el nicho ser utilizado nuevamente.